# Brooks (cráter)
Brooks es un cráter de impacto de 34 km de diámetro del planeta Mercurio. Debe su nombre a la poetisa y novelista estadounidense Gwendolyn Brooks (1917-2000), y su nombre fue aprobado por la  Unión Astronómica Internacional en 2015.